# VM i ishockey 1987
Verdensmesterskabet i ishockey 1987 var det 52. VM i ishockey, arrangeret af IIHF. For de europæiske hold gjaldt det samtidig som det 63. europamesterskab. Mesterskabet blev afviklet i fire niveauer som A-, B-, C- og D-VM:
A-VM i Wien, Østrig i perioden 17. april – 3. maj 1987.
B-VM i Canazei, Italien i perioden 26. marts – 5. april 1987.
C-VM i København, Danmark i perioden 20. – 29. marts 1987.
D-VM i Perth, Australien i perioden 13. – 20. marts 1987.
Der var tilmeldt 28 hold til mesterskabet – det højeste antal indtil da og to hold mere end ved VM året før. Derfor blev der fra dette år for første gang indført et fjerdebedste niveau: D-VM. De otte bedste hold spillede om A-VM, de otte næstbedste hold spillede om B-VM, de næste otte spillede C-VM, mens de sidste fire hold, herunder VM-debutanterne New Zealand og Hong Kong, spillede D-VM.
Sverige blev verdensmester for fjerde gang på bedre målforskel end Sovjetunionen, som vandt sølv. Bronzemedaljerne gik til Tjekkoslovakiet. Sveriges VM-titel var holdets første siden VM 1962, men det var den første titel vundet ved et VM med hele verdenseliten tilstede. De tidligere titler var blevet vundet ved mesterskaber, hvor et eller flere af topholdene havde meldt afbud.
| A-VM 1987 | A-VM 1987       |
| --------- | --------------- |
| Guld      | Sverige         |
| Sølv      | Sovjetunionen   |
| Bronze    | Tjekkoslovakiet |
| 4.        | Canada          |
| 5.        | Finland         |
| 6.        | Vesttyskland    |
| 7.        | USA             |
| 8.        | Schweiz         |

| B-VM 1987 | B-VM 1987 |
| --------- | --------- |
| 9.        | Polen     |
| 10.       | Norge     |
| 11.       | Østrig    |
| 12.       | Frankrig  |
| 13.       | DDR       |
| 14.       | Italien   |
| 15.       | Holland   |
| 16.       | Kina      |

| C-VM 1987 | C-VM 1987   |
| --------- | ----------- |
| 17.       | Japan       |
| 18.       | Danmark     |
| 19.       | Rumænien    |
| 20.       | Jugoslavien |
| 21.       | Ungarn      |
| 22.       | Nordkorea   |
| 23.       | Bulgarien   |
| 24.       | Belgien     |

| D-VM 1987 | D-VM 1987   |
| --------- | ----------- |
| 25.       | Australien  |
| 26.       | Sydkorea    |
| 27.       | New Zealand |
| 28.       | Hong Kong   |

Kampene mellem de europæiske hold i A-VM's indledende runde gjaldt som europamesterskab, og her sejrede Sovjetunionen foran Tjekkoslovakiet og Finland. Det var Sovjetunionens 25. EM-titel og den ottende i træk siden 1978.
| Sport | Spire Denne artikel om sport er en spire som bør udbygges. Du er velkommen til at hjælpe Wikipedia ved at udvide den. |